# Sean Reinert
Sean Reinert (født 27. maj 1971, død 24. januar 2020) var en amerikansk musiker, bedst kendt for sin position som trommeslager i Cynic og Æon Spoke. Han er kendt for sit tekniske, originale og kreative trommespil.
Han har udtalt, at trommeslagere som Dave Miranda, Charlie Benante, Gene Hoglan, Dave Lombardo og Neil Peart har haft stor indflydelse på ham.[kilde mangler]
I 1991 sluttede Paul Masvidal (og fra Cynic) og Reinert sig til Death for at indspille albummet Human. Derved blev Cynic sat på pause, men genoptaget igen da turnéen med Death var overstået.
I 1993 blev Cynics debutalbum Focus udgivet gennem Roadrunner Records. Efterfølgende gik gruppen i opløsning, og Reinert sluttede sig til gruppen Portal, og senere med sit nuværende band Æon Spoke, hvor hans barndomsven Paul Masvidal også var med i. I efteråret 2006 bekræftede Cynics hjemmeside, at gruppen ville blive genforenet til en turné, hvor Masvidal og Reinert ville deltage. Dette fandt sted i sommeren 2007.
I maj 2014 afslørede han offentligt sin homoseksualitet sammen med sin kollega fra Cynic, Paul Masvidal.

## Diskografi
- Death − Human (1991)
- Cynic − Focus (1993)
- Sean Malone − Cortlandt (1996)
- Gordian Knot − Gordian Knot (1999), Emergent (2003)
- Æon Spoke − Above the Buried Cry (2004), Aeon Spoke (2007)
- Aghora − Aghora (2000), Formless (2006)
- C-187 − Collision
- Cynic – Traced in Air (2008)